# William Hooker (1779-1832)
Pour les articles homonymes, voir William Hooker et Hooker.
William Hooker est un illustrateur naturaliste britannique, né en 1779 et mort en 1832.
Cet élève de Franz Andreas Bauer devient l’artiste officiel de la Royal Horticultural Society, il illustre notamment les publications de la Société. Il travaille également sur les Oriental Memoirs de James Forbes et le Paradisus Londinensis de Richard Anthony Salisbury.
Il ne semble n’avoir aucun lien de parenté avec le botaniste et contemporain Sir William Jackson Hooker (1785-1865).

## Note
1. ↑  cf. Blunt et Stearn (1994) : 202.

## Source
- Wilfrid Blunt et William Thomas Stearn (1994). The Art of Botanical Illustration. An Illustrated History [édition de 1950], Dover (New York) : xxxii + 304 p.  (ISBN 0-486-27265-6)